# Osoveț, Ivankiv
Osoveț (în ucraineană Осовець) este un sat în comuna Zaruddea din raionul Ivankiv, regiunea Kiev, Ucraina.

## Demografie
Componența lingvistică a localității Osoveț
     Ucraineană (100%)
Conform recensământului din 2001, toată populația localității Osoveț era vorbitoare de ucraineană (100%).